# Гармодій і Арістогітон
Гармодій і Арістогітон (дав.-гр. Ἁρμόδιος και Ἀριστογείτων?,  Афіни — 514 до н. е., Афіни), тираноборці, тирановбивці, визволителі — давньогрецькі афінські громадяни, які вчинили 514 року до н. е. замах на братів-тиранів Гіппія і Гіппарха, в результаті чого вбили останнього і загинули самі.
Після повалення тиранії 510 року до н.е. і встановлення в Афінах першої в світі демократії Гармодій і Арістогітон стали знаковими фігурами боротьби проти тиранії. Їх вшановували як національних героїв і засновників вільної держави, в їхню честь було встановлено культ, складали пісні, їхні нащадки були звільнені від податків. Афіняни спорудили їм на Агорі легендарний пам'ятник «тираноборці» (що став тисячоліттями пізніше прообразом для радянської знакової скульптури — Робітник і колгоспниця).
Починаючи з XII століття, а особливо з XVI століття в Європі на тлі боротьби з абсолютизмом і становлення конституціоналізму розвинулася теорія тираноборства. Грецькі герої Гармодій і Арістогітон стають в її рамках канонічними образами, нарівні з римськими прихильниками республіки Брутом і Кассієм, які вбили Юлія Цезаря, який узурпував владу.

## Походження
Гармодій і Арістогітон належали до роду Гефіреїв, який мав старовинне не афінське коріння. Деякі джерела вказують, що вони походили з довколишніх міст — Еритреї або Афідни. За твердженням Геродота, їхні предки були фінікійцями, які прибули разом з Кадмом в Беотію і поселилися близько Танагри, а згодом перейшли в Афіни, де їх прийняли в число громадян, проте наклали великі обмеження. Плутарх у своїй критиці Геродота пише, що цим твердженням той прагнув принизити роль афінян у звільненні від тиранії. Деякі історики припускають, що обмеження в цивільних правах людей не афінського походження могло спонукати їх до бунту.

## Передумови змови
Після відходу від справ афінського архонта Солона місто охопила смута. 560 року до н. е. полководець Пісістрат захопив владу в Афінах і став тираном, правлячи з перемінним успіхом до самої смерті. Він помер 527 р. до н. е. е., передавши владу у спадок своїм синам — старшому Гіппію, який очолив управління, і молодшому Гіппарху. Призначеннями на керівні посади своїх родичів, політикою залякування громадян, грубістю у звертанні, заздрісністю і мстивістю нові правителі налаштували проти себе афінян. Повалити братів-тиранів намагалися Кедон і Алкмеоніди, але безуспішно.
За часів правління Пісістратидів в Афінах жив юнак Гармодій, який відрізнявся особливою красою. Він мав любовний зв'язок з Арістогітоном, «громадянином середнього стану». Саме вони очолили 514 року до н. е. змову проти тиранів.
Є певні розбіжності в думках істориків про мотиви Гармодія і Арістогітона. Загальноприйнятою в Афінах точкою зору було те, що змова мала політичну мету — повалення тиранії. Інші античні автори вказують на «події любовного значення». Зокрема, Фукідід пише, що Гіппарх був підкорений красою Гармодія і безуспішно намагався його спокусити. Ображений відмовою юнака, тиран вирішив зганьбити його. Він запросив сестру Гармодія бути канефорою на церемонійній ході Панафінеї, що вважалося великою честю, а потім відмовив їй у цьому, посилаючись на те, що вона нібито не варта цієї ролі. Ображений Гармодій і Арістогітон, який побоювався, що правитель може застосувати проти коханого силу, вчинили змову проти тиранів, до якого залучили інших супротивників режиму.
Замах було призначено на свято Панафінеї. Змовників було небагато, оскільки вони сподівалися, що на початку перевороту інші громадяни приєднаються до них, щоб здобути собі свободу. Відповідно до Арістотеля, коло змовників, навпаки, було широким.

## Спроба перевороту
Напередодні свята Гіппарху приснився сон, у якому перед ним постав ставний і гарний чоловік і звернувся до нього з загадковими словами:

Серцем, о леве, терпеливим, терпи нестерпиму муку.

Рок справедливою карою всіх нечестивців карає.
Згідно з Плутархом уві сні Афродіта плеснула Гіппарху в обличчя кров'ю з чаші.
Наступного ранку Гіппарх повідомив про це тлумачам, але потім, не надавши великого значення сновидінню, відправився на урочистості.
У день свята старший тиран Гіппій перебував за містом у районі Керамік  і розпоряджався приготуваннями до урочистої процесії. Гармодій і Арістогітон уже були готові напасти на нього, однак побачили одного зі змовників, який дружньо розмовляв з правителем. Вирішивши, що це зрада, і побоюючись того, що їх можуть негайно заарештувати, вони домовились напасти на молодшого тирана — Гіппарха. Гармодій і Арістогітон знайшли другого правителя, який готував ходу до відправлення, на Агорі біля храму Леокорія. Вони напали на нього і закололи кинджалами. Гармодія вбили на місці охоронці, Арістогітону ж вдалося втекти, скориставшись натовпом.
Згідно з Фукідідом Гіппій, дізнавшись про подію, велів учасникам ходи роззброїтися. Після цього він наказав заарештувати всіх, кого вважав причетним до змови, а також тих, хто мав при собі кинджали, оскільки церемонійною зброєю тоді зазвичай служили щит і спис. Аристотель відкидає цю версію подій, оскільки вважає, що традиція носіння зброї на Панафінеї з'явилася пізніше, в епоху демократії. Він стверджує, що імена спільників видав під тортурами схоплений пізніше Арістогітон. Серед зазначених тираноборцем людей було багато близьких до правителів. Згідно з розповідями, він не видав нікого з реальних змовників, а лише обмовив невинних друзів тирана, прагнучи тим самим послабити його владу. За легендою, бажаючи припинити тортури, Арістогітон обіцяв Гіппію видати інших заколотників в обмін на прощення і переконав правителя дати йому праву руку в знак підтвердження цього. Коли ж він узяв руку, то обсипав тирана лайкою за те, що той дав її вбивці свого брата. Розлючений Гіппій не міг стримати себе від гніву і, вихопивши меч, заколов Арістогітона.
Різні античні джерела по-різному трактують результат спроби перевороту. Одні звинувачують Гармодія і Арістогітона в провалі змови, інші вважають, що саме вони похитнули владу тиранів.
| |                                                   | | |                                                                                                   |
| Червонофігурний стамнос. Гармодій і Арістогітон вбивають тирана Гіппарха. Ок. 470 р. до н. е. Музей Мартіна Вагнера, Вюрцбург. | Малюнок того ж вбивства червонофігурного стамнос. | Червонофігурна амфора «тираноборців». Берлінський вазописець. Ок. 480 р. до н. е. Національний археологічний музей, Мадрид. | Фрагмент червонофігурного глечика. Гармодій і Арістогітон. Ок. 400 р. до н. е. Музей витончених мистецтв, Бостон. | Чернофігурний лекіф «Гармодій і Арістогітон». Ок. 470 р. до н. е. Музей історії мистецтв, Відень. |

За деякими переказами, в Арістогітона (за іншою версією, у Гармодія) була знайома гетера Леена (Леайна; дав.-гр. Λέαινα — «левиця»), яка також була схоплена Гіппієм і піддана тортурам. Леена обрала смерть замість зради і перед тортурами відкусила собі язик, щоб не видати змовників. Тому афіняни спорудили в її честь на Акрополі статую лева без язика. Згідно з Павсанієм, саме на честь Леени афінські статуї Афродіти стали супроводжуватися зображенням кам'яної левиці.
Наступні чотири роки тиранії відзначилися ще більшою жорстокістю, вигнаннями і стратами неугодних, що налаштувало проти Гіппія ще більше громадян. Це стало переломним моментом у правлінні тирана, послабивши його владу. Багато городян утекли з Афін і приєдналися до Алкмеонідів, які і скинули Гіппія.

## Вшанування
Венчаю меч мой миртовыми ветвьми,

Равно как Гармодий и Аристогейтон,

Когда сражен ими был тиран, когда

Вольность и правосудие восстали.

О вы, даровавшие вольность! Вам смерть

Смертью не была; на островах блаженных,

Герои, вы! где богинин сын Ахилл,

Там, где храбрый сын Тидея Диомед!

Венчаю меч мой миртовыми ветвьми,

Равно как Гармодий и Аристогейтон,

Когда пал тиран Афин от руки их,

Когда пал Иппарх в праздник Минервин!

Вечно пребудет на земле слава

Гармодия и Аристогейтона!

Тиран пал от руки вашей! Вольность

Дана вами Афинам и правосудие!
Після повалення тиранії  510 року до н. е. і встановлення демократії Гармодія і Арістогітона шанували як національних героїв, засновників вільної держави. Пізніше в їхню честь було встановлено культ, близько їхньої гробниці регулярно відбувалися жертвопринесення. Їм першим із людей була поставлена парна бронзова статуя на Акрополі, поруч з якою було заборонено ставити інші. Нащадки героїв звільнялися від більшості державних податків і повинностей та мали такі почесті, як довічне безкоштовне харчування і право на кращі глядацькі місця на змаганнях. Їхні імена увійшли в клятву захисту демократичного ладу, ними було заборонено називати рабів. На честь тирановбивць поети складали вірші, серед інших — знаменитий сколий Калістрата «Гармодій», що став чимось на зразок неофіційного гімну Афін.
Слава героїв Гармодія і Арістогітона поширилася в інші грецькі міста-держави, про що свідчать монети з Кізіка із зображенням їхнього пам'ятника і антитиранічний закон в Іліон. Тирановбивство стали повсюдно вважати благим вчинком.
Аж до встановлення римського правління афіняни вважали Гармодія і Арістогітона символом своєї волелюбності і ненависті до тиранії, який був складовою частиною духу поліса не тільки в класичний період. Образ героїв викликав захоплення в освічених людей в епоху еллінізму. Навіть після «визволення» Афін від тиранії Арістіона 86 року до н. е. римський диктатор Сулла наказав викарбувати пам'ятні монети із зображенням монумента героям. А коли 44 року до н. е. римські тирановбивці прихильники відновлення республіки Брут і Кассій прибули до Афін, то жителі міста, вшановуючи борців за свободу, встановили їхню статую поруч із пам'ятником Гармодія і Арістогітона, ототожнюючи з ними.

### Пам'ятник
.
Після повалення тиранії 510 року до н. е. в контексті демократичних перетворень Клісфена в 508—507 роках до н. е., або, відповідно до іншого погляду, після Марафонської битви 490 року до н. е. громадяни Афін установили на Агорі пам'ятник Гармодію і Арістогітону авторства Антенора. Цей скульптор був противником іонійського впливу в грецькому мистецтві, яке асоціювалося в афінян зі Сходом, а значить, і з деспотизмом. Це перший памятник на Агорі, поставленный не на честь богів чи міфічних героїв. На п'єдесталі скульптур була викарбувана епітафія, яку приписують поетові Симоніду:

День, коли Гіппарх убитий був Арістогітоном

і Гармодієм, був світлим воістину днем.
Статуя, що символізує боротьбу з тиранією, вважають першим політичним громадським пам'ятником в Європі. Під час Греко-перської війни 480 року до н. е. після захоплення Афін перський цар Ксеркс I наказав вивезти в Сузи пам'ятник тираноборців як військовий трофей і як символ підкорення волелюбного народу. Після перемог афінян над персами в битвах при Саламіні і Платеях в 477—476 роках до н. е. скульптори Критий і Несиот створили другу бронзову статую Гармодія і Арістогітона, яку встановили на Агорі поблизу Панафінейського шляху. Біля пам'ятника був вівтар для жертвоприношень, а поруч з ним закон забороняв зводити інші скульптури.
У кінці IV століття до н. е. після захоплення Персії Олександром Македонським, який вважав себе месником за перське розорення Греції, перша скульптурна група була повернута їм (або пізніше Селевком I Никатором або Антиохом I Сотером) в Афіни і встановлена поруч з другою, після чого вони стояли деякий час разом, символізуючи свободу народу. Згідно з Валерієм Максімом, після прибуття на Родос пам'ятнику були надані божественні почесті. Ця репатріація пам'ятника вважається першою в історії і є ілюстрацією того, що політичні смисли скульптури були дуже важливими для сучасників.
Пам'ятник мав велику пошану. Зберігся історичний анекдот, згідно з яким, коли тиран Сіракуз запитав Діогена, яка мідь краще годиться для статуй, той відповів: «Та, з якої відлили Гармодія і Арістогітона» (Плутарх приписує ці слова Антифону).
Згодом обидві скульптури були втрачені, проте зображення другого пам'ятника дійшли до наших днів завдяки амфорам, монетам, мармуровому трону Елгіна, а також римським копіям. Найбільш повною реплікою скульптури Критія і Неосіта вважають римську копію 117—138 рр. н. е., яку віднайшли в XVI столітті при розкопках вілли Адріана і яка зберігається в Національному археологічному музеї Неаполя. Спочатку її сприймали як дві окремі фігури гладіаторів, і тільки в XIX столітті німецький археолог Карл Фрідеріксена визначив статуї як пам'ятник Гармодія і Арістогітона. Її зліпок з колекції І. В. Цвєтаєва зберігається в Музеї образотворчих мистецтв імені А. С. Пушкіна в Москві. Копія з найбільш добре збереженими головами була знайдена в Байї, на її основі була відновлена голова Арістогітона неаполітанської репліки.
Це перший відомий у монументальному мистецтві приклад скульптурної групи, об'єднаної єдиним сюжетом.
Пам'ятка належить до суворого стилю грецької скульптури, є першою спробою висунути нову концепцію пластичного мислення, подолавши архаїчні традиції. Критики зазначають, що статуарна група «тираноборців» об'єднується в цілісну художню композицію не тільки пластичними засобами, а й смисловим наповненням, вираженим у контексті вигляду героїв і руху, жестів фігур, загалом досить схематична. Ставши перед групою, глядач опиняється в точці перетину ліній руху статуй — на місці жертви вбивць. Композиція двох оголених фігур вирізняється реалізмом, строгістю, врівноваженістю і мужністю. Фігура старшого бородатого Арістогітона більш стримана, натомість статуя гладко поголеного Гармодія сповнена енергією, він палко кидається вперед. У руках тираноборців — чотири леза (не збереглися). Особи героїв позбавлені міміки, при цьому голова Арістогітона — нова для грецького мистецтва структура, що вирізняється особливою внутрішньою змістовністю. Деякі критики зазначили, що скульптори, пам'ятаючи про історичний контекст змови, навмисно створили пам'ятник політичної волі з елементами гомоеротичності.
| |                                                                    |                                                                                        | | |
| Монета з Кизика із зображенням «тираноборців». Ок. 400 м до н. е. Музей образотворчих мистецтв, Бостон. | Афінська тетрадрахма із зображенням «Тираноборців». I в. до н. е.. | «Тираноборців» на мармуровому троні Елгіна. IV ст. до н. е. Музей Гетті, Лос-Анджелес. | «Тираноборців» на щиті Афіни. Панафинейской чернофигурная амфора. Ок. 403 м до н. е. Британський музей, Лондон. | Мотив «тираноборців» в червонофігурному килік "Здійснення Тесея ". Ок. 440—430 м до н. е. Британський музей, Лондон. |

## Тема гомосексуальності
Любовна інтрига в основі змови проти тиранів стала причиною детального розгляду мислителями Античності ролі людської сексуальності в історії і суспільстві Стародавньої Греції.
Гомосексуальність в Афінах була узаконена на початку VI століття до н. е. Солоном, що ставився до неї позитивно. При цьому одностатеві відносини сприймалися афінянами з точки зору формування громадянської самосвідомості, на відміну від Спарти, де вони відігравали велику роль в організації армії і військової справи. Арістотель відзначав у Риториці, що «закохані корисні для держави на тій підставі, що любов Гармодія і Арістогітона повалила тирана Гіппарха». На те ж вказує і Платон у Бенкеті, кажучи про неприйняття гомосексуальності в східних деспотіях: «Тамтешнім правителям, я вважаю, просто невигідно, щоб у їхніх підданих народжувалися високі помисли і зміцнювалися співдружності і союзи, чому поряд з усіма іншими умовами дуже сприяє та любов, про яку йде мова. На власному досвіді дізналися це і тутешні тирани: адже любов Арістогітона і зміцніла прив'язаність до нього Гармодія поклала кінець їхньому пануванню». Аналогічний любовний і драматичний сюжет має історія Харитона і Меланиппа з Акраганта.

## У європейській традиції
Культ тираноборців Гармодія і Арістогітона був сприйнятий в Європі.
У XII—XIII століттях світська влада почала зазіхати на владу Римської-католицької церкви. У відповідь на це Фома Аквінський і Іоанн Солсберійський розробили теорію, згідно з якою, з точки зору Церкви, народ мав право скинути монарха, якщо Церква оголошувала його тираном. Теологи спиралися на античні приклади — греків Гармодія і Арістогітона і римлян Брута і Касія.
Мислителі XVI століття (Жан Буше, Філіп Дюплесси-Морн, Джон Нокс, Хуан де Маріана, Етьєн ла Боесі і ін.) у відповідь на зміцнення абсолютизму в Європі і розпал релігійних воєн розвинули середньовічну тираноборську концепцію (т. н. «Монархомахов»). Вони розробили класичний ритуал: убивці потрібно було вразити тирана власноруч (бажано кинджалом) і залишитися на місці, щоб прийняти заслужену кару. Саме Гармодій і Арістогітон заклали основу цього канону, однак пізніше поступилися в популярності римським убивцям, з огляду на те, що особистий характер їхніх мотивів не відповідав декларованим політичним цілям передбачуваного ідеалу. Мислителі XVI століття стали важливими попередниками теоретиків природного права і конституціоналістів XVII і XVIII століть.
У XVII столітті імена античних тирановбивць активно використовували європейські філософи, зробивши їх позанаціональними символами. Наприкінці XVIII — початку XIX століття на етапі формування конституційних режимів концепція тираноборства стала знову актуальною.
Образ грецьких героїв, які повстали проти тирана, з'являється у Джорджа Байрона в поемі "Паломництво Чайльд Гарольда " (вірш 20), у романі Віктора Гюго "Знедолені" і вірші "Берег моря ". Одним зі переказів-імпровізацій знаменитого сколія Калістрата є " Гімн Гармодія і Арістогетону " Едгара По. Поет і революціонер Георгіос Лассаніс склав патріотичну п'єсу «Гармодій і Арістогітон», а Анастасіос Полізоідіс вихваляв убивць першого президента незалежної Греції Іоанна Каподістрії, порівнюючи їх з тирановбивцями античності. У XVIII столітті до образу грецьких героїв зверталися німецькі мислителі Гельдерлін і Гегель, позитивно осмислюючи Велику французьку революцію і проєктуючи ці ідеї на Німеччину.
У Росії наприкінці XVIII — початку XIX століття конституціоналістські устремління еліти виражалися в тотальному захопленні історією Стародавньої Греції та Риму. Образи тираноборців стали особистими прикладами для декабристів. Імена борців за свободу Гармодія і Арістогітона з'являються в різних літературних творах: " Ода Калістрата " (1803) І. М. Борна, у вірші " Гречанка вірна! Не плач … «(1821) А. С. Пушкіна (перегукуючись по темі з» Кинджал "(1821)), " Поет " Н.Ф.Щербини, " Рука Алкіда важка … "(1869) А. К. Толстого, " Знайома пісня " (1905) В. Я. Брюсова. Історик Юрій Пірютко передбачає, що античні герої могли надихнути Фелікса Юсупова та його ймовірного коханця великого князя Дмитра Павловича на вбивство Распутіна.
На думку деяких дослідників, Гармодія і Арістогітона можна вважати засновниками першої в історії форми політичного тероризму — тираноборства, що полягає у знищенні першої особи держави, яка відіграє в ній ключову роль.
Скульптура тираноборців послужила прообразом для створення культового радянського пам'ятника скульпторів Б. М. Іофана і В. І. Мухіної "Робітник і колгоспниця " (1937). Добре знайомі з історією мистецтв художники-автори монумента «перемоги союзу робітників і селян» у пошуках аналогів у минулому, які прославляють позачасові, вічні цінності, звернулися до античного подвигу.

### джерела
- Фукідід. : книга I, 20 [Архівовано 25 грудня 2016 у Wayback Machine.] и книга VI, 53-59 [Архівовано 25 грудня 2016 у Wayback Machine.]
- Аристотель. Афінська політія.: Частина перша. VII: Правління Пісістратидів, 17-19 [Архівовано 25 грудня 2016 у Wayback Machine.], Частина друга. IV: Архонти, 58 [Архівовано 25 грудня 2016 у Wayback Machine.].
- Геродот. : Книга V: Терпсіхора, 55-57 [Архівовано 24 грудня 2016 у Wayback Machine.]

### Дослідження
- Строгецкий В. М. Становление исторической мысли в Древней Греции и возникновение классической греческой историографии: книга 2. Фукидид: часть 1. «Археология» / рецензент А. Е. Молев. — М.—Берлин : Директ-Медиа, 2015. — 192 с. — ISBN 978-5-4475-4877-3.
- Вдовин В. Н. К вопросу о характере заговора Гармодия и Аристогитона в Афинах //  / Отв. ред. проф. В. Н. Вдовин. — Выпуск 3. — Алматы : АЦА, 2012. — С. 11—25. — ISBN 978-601-7073-28-2. Архівовано з джерела 25 грудня 2016
- Льюис Д. М. Гл. 4. Тирания Писистратидов // Кембриджская история Древнего мира. — Т. 4: Персия, Греция и западное Средиземноморье. Ок. 525—479 гг. до н. э = The Cambridge Ancient History: Vol. 4: Persia, Greece and The Western Mediterranean C. 525 To 479 B.C. / под ред. Дж. Бордмэна, Н.-Дж.-Л. Хэммонда, Д.-М. Льюиса, М. Оствальда. Пер. с англ., подготовка текста, заметка «От переводчика», прим. A. B. Зайкова. — М. : Ладомир, 2011. — Т. 4. — 1112 с. — 1500 прим. — ISBN 978-5-86218-496-9.
- Берве Г.  = Die Tyrannis bei den Griechen / Пер. с нем. О. Е. Рывкиной. — Ростов н/Д : Феникс, 1997. — 640 с. — (Исторические силуэты) — ISBN 5-222-00368-X. Архівовано з джерела 6 березня 2021
- Суриков И. Е. Античная Греция: политики в контексте эпохи: архаика и ранняя классика. — М. : Наука, 2005. — 351 с. — ISBN 5-02-010347-0.
- Штоль Г. В.  — Смоленск : Русич, 2003. — 528 с. — (Популярная историческая библиотека) — 4000 прим. — ISBN 5-8138-0506-0. Архівовано з джерела 26 лютого 2021